# Kruk somalijski
Kruk somalijski (Corvus edithae) – gatunek dużego ptaka z rodziny krukowatych (Corvidae).
Mierzy około 44–46 cm długości, podobnie jak czarnowron, choć w porównaniu z nim ma dłuższy dziób, czasem widać też bardziej brązowe pióra, gdy ulegną one wytarciu.
Gatunek spotkać można głównie w Somalii, Dżibuti, Ogadenie i Prowincji Północno-Wschodniej w Kenii (tzw. Róg Afryki). Od kruka pustynnego (C. ruficollis) rozróżnia się go po odgłosie i odmiennym zachowaniu.
Chociaż wcześniej uważano kruka somalijskiego za podgatunek większego kruka pustynnego (C. ruficollis), niedawno uznano go za osobny gatunek. Jest blisko spokrewniony z czarnowronem.
Uważa się obecnie, że jest związany genetycznie bardziej z krukiem srokatym (C. albus), co przejawia się zwłaszcza w zachowaniu, a nie z krukiem pustynnym. Krzyżówki pomiędzy krukiem somalijskim i srokatym spotyka się szczególnie często na obszarach ich współwystępowania, co poświadcza o ich bliskich związkach. 
Konstrukcja lęgowa przypomina te w wykonaniu innych krukowatych, jest chaotycznie zbudowana i znajduje się zarówno na pojedynczych drzewach, jak i na słupach telefonicznych. Na wybrzeżach lub terenach bezdrzewnych gniazduje na klifach. Samica składa 3–5 jaj w kwietniu i na początku maja, choć donoszono o jeszcze późniejszych rozpoczęciu okresu lęgowego.
Odgłosy kruka somalijskiego przypominają szorstkie „kouł”, jak u gawrona z Eurazji.
Status
Międzynarodowa Unia Ochrony Przyrody (IUCN) uznaje kruka somalijskiego za gatunek najmniejszej troski (LC, Least Concern) od 2010 roku, kiedy to po raz pierwszy sklasyfikowała go jako osobny gatunek. Liczebność populacji nie została oszacowana, ale ptak ten opisywany jest jako pospolity i szeroko rozpowszechniony. Trend liczebności populacji oceniany jest jako stabilny.